# دسینوهه ۴۵۱۲
سیارک ۴۵۱۲ (به انگلیسی: 4512 Sinuhe، نامگذاری:1939BM) چهار هزار و پانصد و دوازدهمین سیارک کشف شده‌است که در ۲۰ ژانویه ۱۹۳۹ کشف شد.
قدر مطلق سیارک برابر ۱۱٫۹۰ است.